# Andreas Grassl
Andreas Grassl, bekend onder de bijnaam Pianoman (25 oktober 1984), is een man die in 2005 in het Engelse graafschap Kent is aangetroffen en voor een lange tijd ongeïdentificeerd bleef doordat hij bleef zwijgen. Hij communiceerde door te tekenen en piano te spelen. Gedurende een periode van meer dan vier maanden heeft hij zijn identiteit niet vrijgegeven, waardoor het verhaal door verschillende media wereldwijd als mysterieus werd afgeschilderd, mede doordat alle labels uit zijn kleding waren verwijderd.
De man werd op 7 april 2005 door de politie opgepakt, toen hij in een nat pak met stropdas door de straten in Sheerness (Kent) dwaalde. Hij beantwoordde geen enkele vraag. In het Maritiem Ziekenhuis te Medway (Kent) werden hem een pen en papier gegeven, waarop hij zijn naam zou kunnen schrijven. In plaats daarvan maakte hij een gedetailleerde tekening van een vleugel. Toen men hem vervolgens naar een piano begeleidde, speelde hij naar verluidt vier uur lang muziek van verscheidene genres, uiteenlopend van klassieke muziek van Tsjaikovski tot popmuziek van The Beatles.

## Identificatie
Gedurende een aantal maanden was hij opgenomen in de gesloten afdeling van een psychiatrische inrichting in het noorden van Kent om te worden onderzocht en behandeld. Verschillende tolken werden met hem in contact gebracht om te ontdekken of de man wellicht van Oost-Europese afkomst was. Ook zijn verschillende Europese orkesten aangeschreven in een poging zijn identiteit te achterhalen. Dit alles zonder enig resultaat.
De NHS (Nationale Gezondheidsdienst) Kent west, NHS Trust en het lokale politiekorps ontvingen naar eigen zeggen een overweldigende respons met meer dan 800 telefonische reacties op een speciaal daarvoor opgezette hulplijn.

## Mei
Een foto van de man werd gepubliceerd en op 18 mei 2005 meldde een Pool die werkzaam was als mime-artiest in Rome, aan de Italiaanse politie dat hij in de man op de foto de Franse straatmuzikant Steven Villa Masson herkende. De Britse krant The Independent wist Masson echter op te sporen in zijn huis in Frankrijk, waardoor deze mogelijkheid afviel.
Italiaanse televisiezenders toonden beeldmateriaal van een concertpianist die een sterke gelijkenis met de Pianoman had. De beelden waren in 2000 gemaakt tijdens een muziekevenement in Rimini (Italië). Kijkers vonden zijn haar afwijkend, maar zijn neus en gezichtsstructuur erg overeenkomend. Hij zweeg ook. Britse kranten suggereerden een connectie met een man die voor het laatst in 2003 in Canada was gezien.
Ook werd even de mogelijkheid geopperd dat het zou gaan om de 31-jarige Marcel of Mars Herder uit het Nederlandse Krommenie. Deze stond als vermist opgegeven, maar hij meldde zichzelf op een politiebureau in Amsterdam, waar hij zich ook al een tijd bleek op te houden. Dat meldde het Noordhollands Dagblad.
BBC News meldde op 29 mei dat een Tsjechische muzikant genaamd Klaudius Kryšpín, de drummer van een bekende Tsjechische rockband Pražský výber (Praagse Selectie), de hulplijn had gebeld met de melding dat hij de pianist Tomáš Strnad zou kunnen zijn, die samen met Kryšpín lid was van de band Ropotamo in de jaren 80. Hoewel Kryšpín Strnad al negen jaar niet had gezien, werd Kryšpín geciteerd met "When I saw the picture in the newspapers, I knew it was Tomáš" (Toen ik de foto in de krant zag, wist ik dat het Tomáš was). Ook Kryšpíns tweelingbroer, Richard, die destijds in Columbus in de Amerikaanse staat Ohio woonde, bevestigde dat de Pianoman op Strnad leek. Ook Michael Kocáb, de zanger van Pražský výber en voormalig adviseur van Václav Havel, beweerde in de Pianoman Strnad te herkennen. Een probleem was echter dat Kocáb beweerde Strnad op 10 april 2005 (3 dagen na de vondst van de Pianoman in Engeland) te hebben ontmoet in de buurt van Praag. Toch beschouwde de West Kent NHS Trust dit als een "promising lead" (veelbelovende tip); naar men zegt werd een Tsjechische tolk opgeroepen. Toch moest men deze mogelijkheid laten vallen, toen Tomáš Strnad werd getraceerd en geïnterviewd op de Tsjechische televisie.

## Juni
Op 3 juni 2005 besteedde het televisieprogramma Dateline NBC van de Amerikaanse omroep NBC aandacht aan de Pianoman als hoofdonderwerp van de uitzending.
Op 24 juni claimde de Deense Susanne Schlippe Steffensen dat de Pianoman haar Algerijnse echtgenoot zou zijn. Steffensen had haar man sinds februari 2005 niet meer gezien, toen hij naar Algerije afreisde om zijn zieke moeder te bezoeken. Haar theorie was dat haar man naar Engeland was vertrokken naar aanleiding van een conflict met zijn familie. Volgens Steffensen was zijn familie er niet blij mee dat hij een westerse vrouw huwde. "I think he has fled for his life. He has previously received death threats" (Ik denk dat hij is gevlucht voor zijn leven. Hij heeft eerder doodsbedreigingen ontvangen), aldus Steffensen. Ze vertrok naar Engeland om naar eigen zeggen haar echtgenoot te ontmoeten. Een ontmoeting werd evenwel door het ziekenhuis geweigerd, aldus Steffensen.

## Juli
Op 2 juli 2005 meldde BBC News dat de Pianoman Oslo had aangewezen, toen hem een landkaart werd getoond. Een Noors sprekend persoon werd erbij gehaald om de communicatie op gang te brengen. Volgens het BBC-bericht was de Pianoman reactiever op het moment dat er Noors werd gesproken, hoewel hij niet kon of wilde spreken. De theorie dat hij een Noor zou zijn, werd versterkt door het feit dat er een Noors schip in de buurt was op het moment dat de man werd gevonden.
Volgens berichten in de media maakte de Pianoman ook een tekening van de Zweedse vlag nadat hij naar het ziekenhuis was gebracht. Dit leidde tot speculaties dat hij in een van de Scandinavische landen zou hebben gewoond.
Tussen 4 en 6 juli 2005 beweerden Noorse studenten dat ze de man kenden (nadat gemeld was dat hij Oslo zou hebben aangewezen op een landkaart) als een student uit Ierland. Dit werd weerlegd toen Noorse kranten de man hadden gevonden, die voor de Pianoman werd aangezien.

## Augustus
Op 8 augustus 2005 citeerde de krant The Independent een bron uit het instituut in West Kent, die zich sceptisch uitliet over het achterhalen van de herkomst van de Pianoman. Diagnoses van zijn toestand duidden in eerste instantie op een posttraumatische stressstoornis, maar later werd vermoed dat hij autistisch zou zijn. Een van de symptomen hiervan is dat iemand buitengewone talenten kan vertonen, terwijl op hetzelfde moment een teruggetrokken of communicatiegestoord gedrag wordt getoond. Het instituut waar hij verbleef weigerde, behoudens de mededeling dat zijn psychische gezondheidstoestand stabiel was, officieel commentaar te geven op de behandeling van de man, maar uit een aantal vertrouwelijke rapporten bleek dat hij steeds positiever reageerde op zijn behandeling.

### Terug naar Duitsland
Op 22 augustus 2005 meldde de Britse krant The Daily Mirror dat de Pianoman zijn stilzwijgen na meer dan vier maanden had doorbroken en dat het een hoax bleek te zijn. Bovendien claimde de bron van de krant dat hij niet zo goed piano speelde, maar "just kept tapping one key continuously" (alleen maar continu één toets aansloeg).
Het artikel in The Daily Mirror claimde dat de Pianoman tegen de medische staf had verteld dat hij een homoseksuele Duitser was, die met een Eurostar-trein naar Groot-Brittannië was vertrokken, nadat hij zijn baan in Parijs had verloren. Volgens de bron van de krant beweerde de man dat hij van plan was zelfmoord te plegen op het moment dat hij werd ontdekt op het strand in Sheerness en dat hij niet met de politie sprak vanwege zijn overspannen situatie en vervolgens besloot te blijven zwijgen. De anonieme bron suggereerde dat de Pianoman met mensen met psychische problemen werkte en daardoor zodanig in staat was hun gedrag te simuleren dat hij het personeel van het ziekenhuis kon misleiden. Volgens berichten uit de krant is hij per vliegtuig teruggekeerd naar Duitsland waar zijn vader (Josef Grassl) en twee zussen wonen.
Later diezelfde dag berichtte de BBC dat het Duitse Ministerie van Buitenlandse Zaken had bevestigd dat de 20-jarige man een inwoner van Beieren was, die op 20 augustus naar huis vloog. De Duitse ambassade in Londen bevestigde dat er contact was gezocht door het ziekenhuis Little Brook Hospital om de identiteit van de man te bevestigen en reisdocumenten te verkrijgen.
Volgens berichten in de media zou het West Kent NHS and Social Care Trust-instituut een persbericht hebben doen uitgaan, dat hij "was discharged from their care following a marked improvement in his condition" (ontslagen was van hun zorg ten gevolge van een duidelijke vooruitgang van zijn situatie) en dat hun "involvement with this man has now ceased and will not be resuming at any stage" (hun betrokkenheid bij deze man was gestaakt en niet meer zou worden voortgezet op een ander tijdstip). Het persbericht verklaarde ook dat er geen verdere informatie zou worden vrijgegeven. Volgens de Süddeutsche Zeitung komt de man uit Waldmünchen in het district Cham. Op 24 augustus 2005 publiceerde The Daily Telegraph een interview met Josef Grassl, de vader van de Pianoman. Door de werkzaamheden op de boerderij had hij niets meegekregen van de berichtgevingen in de media. Wel had hij zijn zoon als vermist opgegeven, nadat het maandelijkse telefonische contact met hem was verbroken. In het interview beweerde hij dat zijn zoon geen bedrieger is. Hij kon ook niet aangeven wat er precies was gebeurd. Ook zou de Pianoman wel degelijk piano kunnen spelen, maar hij gaf toe dat hij geen virtuoos is.

## Overeenkomstige gevallen
Er is een vergelijking getrokken tussen de Pianoman en de Australische pianist David Helfgott die aan een zenuwinzinking leed. Helfgotts verhaal is in 1996 vastgelegd in de film Shine.
Op 29 februari 2000 tien uur in de ochtend treffen twee agenten van de Koninklijke Marechaussee ‘een verwarde man’ aan op Rijksweg A59 nabij knooppunt Empel. Acht jaar later was zijn identiteit nog steeds niet bekend. Hijzelf noemde zich Martin Hills.
Begin september 2005 werd een westerse vrouw naakt aangetroffen op een strand van Hongkong. De vrouw droeg niets bij zich (behalve een handtas) en sprak niet. Hierop heeft de politie de hulp van tolken ingeschakeld.
In Nijmegen vond men op 5 mei 2006 een onbekende Aziaat. Hij zou er door onbekenden zijn neergelegd. Het was onmogelijk met hem te communiceren. Men vermoedde dat de persoon niet kon praten en schrijven door een hersenletsel. Na verspreiding van een foto kwamen er reacties van personen die hem herkenden uit het uitgaansleven. Geen van de bellers kon echter zeggen wie de man was. In juli 2006 kon de identiteit van de man achterhaald worden. Het bleek te gaan om een 56-jarige Chinees die illegaal in Nederland verbleef.

## Boekenweekgeschenk
De pianoman, het boekenweekgeschenk van 2008, geschreven door J. Bernlef, is een losse reconstructie van de geschiedenis van Andreas Grassl, die in de fantasie van de schrijver afkomstig was van het Friese platteland.